# Basay (popolo)
I Basay sono un'etnia di aborigeni taiwanesi, i cui antenati parlavano la lingua basay.